# Ripollet (kommunhuvudort)
Ripollet är en kommunhuvudort i Spanien.   Den ligger i provinsen Província de Barcelona och regionen Katalonien, i den östra delen av landet, 500 km öster om huvudstaden Madrid. Ripollet ligger 79 meter över havet och antalet invånare är 37 088.
Terrängen runt Ripollet är platt åt nordväst, men åt sydost är den kuperad.  Närmaste större samhälle är Barcelona, 12,0 km söder om Ripollet. Runt Ripollet är det i huvudsak tätbebyggt.